# Izabella Daniłowicz-Strzelbicka
Izabella Daniłowicz-Strzelbicka (ok. ur. 1880, zm. po 1926) – polska artystka rzeźbiarka.
Była uczennicą Marii Gerson-Dabrowskiej, po 1902 studiowała w Paryżu. Jak donosiła prasa jej praca artystyczna, a wraz z nią sukcesy i rozgłos zdobyte w Paryżu, zostały przerwane przez "ciężkie warunki życia". Artystka powróciła do rzeźbienia w połowie lat dwudziestych XX wieku. Pracowała w swoim domu w Warszawie przy ul. Wilczej 55. Wykonała wówczas m.in. Portret Stefana Jaracza, Portret Anny Jaraczówny (córki Stefana) oraz Portret Stanisława Milaszewskiego.

## Rodzina
Prawdopodobnie była siostrą aktorki Jadwigi z Daniłowiczów Jaraczowej (1886-1965), oraz Kazimierza Daniłowicza-Strzelbickiego (1873-?) – krytyka sztuki i antropologa. Jej synem był aktor Stanisław Daniłowicz. 

## Wystawy
- 1902, Warszawa, Ratusz, Wystawa Teatralna przez Warszawskie Towarzystwo Dobroczynności (Popiersie Anieli Bogusławskiej), (Popiersie Mariana Tatarkiewicza)
- 1904, Paryż, Grand Palais, Société du Salon d'Automne (Główka kobieca)
- 1906, Warszawa, Salon Aleksandra Krywulta (Portret artystki dramatycznej pani O.)
- 1907, Warszawa, TZSP, Wystawa Prac Malarskich Kobiet (Portret artysty Wojciecha Brydzińskiego)[2].